# Фридрих фон Грайфенклау
Фридрих фон Грайфенклау (на немски: Friedrich von Greiffenclau; * 8 март 1401; † 1459 или 1462, остров Дакса при Дубровник или Такса Рагуса) от стария благороднически род Грайфенклау в Рейнгау в днешен Хесен, е рицар, господар на Фолрадс и като вдовец францисканец.

## Биография
Той е син на Фридрих фон Грайфенклау, господар на Епелборн († ок. 1419) и съпругата му Ирмгард фон Ипелбрун († 31 декември 1425), дъщеря наследничка на Фридрих фон Ипелбрун († 1425) и Аделхайд фон Бопард († 31 декември 1425). Потомък е на Фридрих фон Грайфенклау, господар на Фолрадес († 21 април 1351), и Катарина фон Щайн († сл. 1339); на Конрад цум Фолрадс († пр. 1306) и съпругата му фон Винкел, дъщеря на Фридрикус диктус Грифенклау († пр. 1297) и Кунегундис Юде († сл. 1297).
Брат му Хайнрих фон Грайфенклау († 1462), катедрален декан в Майнц и Трир, се отказва през 1456 г. от службите си и става монах в Бригитен-манастир Мариенфорст при Бон, където умира. Сестра му Изенгарт фон Грайфенклау цу Фолрадс е абатиса в манастир Мариенберг в Бопард и умира там през 1469 г. зачитана като светица. Сестра му Елизабет се омъжва за амтман Фридрих фон Льовенщайн цу Рандек († 1450), амтман в Курфюрство Майнц.
Резиденцията на фамилията от началото на 14 век е дворец Фолрад. През 1425 г. Фридрих наследява от майка си собственостите в Рейнгау и на Саар и става господар на Епелборн.
През 1428 г. Фридрих се бие на служба при крал Сигизмунд Люксембургски при Голубац против турците. Там той спасява краля от плен и е ранен в крака, затова е издигнат на рицар и е приет в Ордена на дракона. Кралица Барбара фон Цили го награждава. През 1429 г. Грайфенклау участва в похода против град Мец.
През 1453 г. Фридрих става вдовец и прави поклонение от 1454 до 1456 г. до Рим и в Светите земи. След завръщането му през 1456 г. той става францискански монах в манастир Св. Сабина на остров Дакса при Дубровник, където умира през 1462 г. (по друг източник още през 1459). Там го посещава зет му Волф фон Далберг, когато прави поклонение до Йерусалим.
Фридрих фон Грайфенклау е дядо на Рихард фон Грайфенклау цу Фолрадс, архиепископ и курфюрст на Трир (1511 – 1531), и прадядо на Йохан IV Лудвиг фон Хаген курфюрст и архиепископ на Трир (1540 – 1547).

## Фамилия
Фридрих фон Грайфенклау се жени 1418 г. за Алайд фон Лангенау († ок. 1453), дъщеря на Вирих III фон Лангенау († пр. 1411) и Кристина фон Мекенхайм († сл. 1428). Алайд фон Лангенау е полусестра на рицар Фридрих фон Флерсхайм, с когото той е близък приятел. Те имат осем деца:
- Ханс/Йохан фон Грайфенклау цу Фолрадс († 1485/1488), наследник, господар на Фолрадс, губернатор на Фалай на Рейн, женен на 14 декември 1455 г. за Клара фон Ратзамхаузен, родители на Рихард фон Грайфенклау цу Фолрадс (1467 – 1531), архиепископ и курфюрст на Трир (1511 – 1531).
- Фридрих Грайфенклау фон Фолрадс (* ок. 1432; † 14 май 1480), господар на Епелборн, женен 1456 г. за Катарина фон Елтер (* ок. 1435; † между 1488 – 1497), дядо на Йохан IV Лудвиг фон Хаген, архиепископ на Трир (1540 – 1547)
- Ирмгард († сл. 1468), омъжена I. за Вилхелм Кнебел фон Катценелнбоген бургграф цу Щалберг († пр. 1446), II. на 12 септември 1446 г. за Еберхард II фон Хоенфелс († сл. 1464), син на Еберхард I фон Хоенфелс
- Гертруд († 10 август 1502), омъжена 1444 г. за хофмаршала на Курпфалц Волфганг III Кемерер фон Вормс, наричан фон Далберг(* 4 септември 1426; † 20 септември 1476), син на Йохан XVII Кемерер фон Вормс
- Маргарета, орден-сестра в манастир Тифентал
- Кристина († 23 юни 1496?), абатиса на Мариенберг при Бопард
- Изенгард († 1491), в Свещен орден в Мариенбер
- Катарина († 1472), в Свещен орден в Мариенберг